# Madeleine Riffaud
Madeleine Riffaud (Arvillers, 23 agosto 1924 – Parigi, 6 novembre 2024) è stata una poetessa, giornalista e partigiana francese.

## Biografia

### Origini e infanzia
Madeleine Riffaud nacque ad Arvillers, nel dipartimento della Somme, il 23 agosto 1924, figlia di insegnanti. Il padre Jean-Émile Riffaud (1893-1984) partecipò alla Prima guerra mondiale come volontario, procurandosi in conflitto una grave ferita alla gamba e partecipando inoltre ad un ammutinamento. Prima della Seconda guerra mondiale, la giovane Madeleine trascorse le vacanze estive nella regione d'origine dei genitori, l'Alta Vienne, presso un'altra famiglia di insegnanti, annoverate poi tra le 443 vittime del Massacro di Oradour-sur-Glane del 1944.

### Seconda guerra mondiale
Nel maggio 1940 la Luftwaffe mitragliò una colonna di rifugiati, di cui faceva parte pure Riffaud, intenti a scappare dalla Somme verso il sud-ovest non occupato. In seguito a questo fatto, Riffaud decise di trasferirsi comunque nella Parigi occupata per combattere i nazisti.
Iniziò ad operare nelle file delle Forze francesi dell'interno all'età di 18 anni col nome in codice di Rainer e partecipò a diverse operazioni contro gli occupanti nazisti, contribuendo alla cattura di 80 soldati della Wehrmacht da un treno blindato tedesco. Il 23 luglio 1944, a 19 anni, sparò a morte un ufficiale tedesco in pieno giorno, nei pressi di un ponte sul fiume Senna.
Appena dopo questo fatto fu catturata da un collaborazionista francese e portata nel quartier generale della Gestapo in Rue des Saussaies a Parigi, per poi essere trasferita nel Penitenziario di Fresnes. Qui fu torturata e le venne fissata la data della sua esecuzione, venendo però liberata a seguito di uno scambio di prigionieri. Tornò quindi nelle file della resistenza con lo scopo di liberare Parigi. In seguito alla liberazione della capitale francese, Riffaud e i suoi compagni continuarono comunque lo scontro coi tedeschi fino alla fine della guerra.

### Dopoguerra

#### Attività giornalistica
Al termine della guerra nel 1945, divenne giornalista per Ce Soir, un quotidiano francese diretto da Louis Aragon, ed in seguito diventò reporter della Guerra d'Algeria per L'Humanité. Nel 1946 incontrò il rivoluzionario vietnamita Ho Chi Minh, manifestando il proprio sostegno al Vietnam. Si trasferì nel Vietnam del Sud e visse con la resistenza dei Viet Cong per sette anni, compresi gli anni della Guerra del Vietnam. In Indocina pubblicò lo scritto Au Nord Vietnam e realizzò il documentario Dans Le Maquis du Sud-Vietnam, in cui descrisse i metodi della guerriglia. Intrattenne poi una relazione col poeta vietnamita Nguyễn Đình Thi, ma non poté sposarlo per un'antica legge del Vietnam che vieta il matrimonio con gli stranieri. Nell'agosto 2005 ricevette la Medaglia dell'Amicizia dal governo vietnamita.
Dopo il suo ritorno in Francia alla fine degli anni '60, lavorò come infermiera per un ospedale di Parigi e nel mentre scrisse il suo best-seller Les Linges de la Nuit (pubblicato nel 1974) e diede alle stampe un'antologia di poesie dal titolo Cheval Rouge: Anthologie Poétique, 1939-1972.

#### Attività letteraria e poetica
Riffaud fu autrice di poesie già in tempo di guerra, quando scelse il nome di battaglia Rainer in onore del poeta Rainer Maria Rilke, e durante la carriera da giornalista. Pablo Picasso le dipinse un ritratto che venne pubblicato sul frontespizio de Le Poing Fermé ("Il pugno chiuso"), la sua prima collezione di poesie datata 1945.
Il suo resoconto autobiografico sugli anni della Resistenza venne pubblicato nel 1994 col titolo On L'appelait Rainer, con riferimento al suo nome di battaglia usato all'epoca. Fu la prima testimonianza in cui Riffaud parlò esplicitamente del suo coinvolgimento nella Resistenza dopo quasi 50 anni dai fatti accaduti. Partecipò negli anni successivi a diverse interviste e documentari sulla sua vita.

## Opere
- Le Poing Fermé (1945)
- Le Courage D'aimer (1949)
- Les Carnets de Charles Debarge, documenti raccolti e commentati da Madeleine Riffaud (1951)
- Les Baguettes de Jade (1953)
- Le Chat si Extraordinaire (1958)
- Ce que j'ai vu à Bizerte (1961)
- Merveille et Douleurs: l'Iran (1963)
- De votre Envoyée Spéciale... (1964)
- Dans Les Maquis "Vietcong" (1965)
- Au Nord-Vietnam : écrit sous les bombes (1967)
- Nguyễn Đinh Thi : Front du Ciel (Mãt trãn trên cao) (1968)
- Cheval Rouge : Anthologie Poétique, 1939–1972 (1973)
- Les Linges de la Nuit (1974)
- On L'appelait Rainer : 1939–1945 (1994)
- La Folie du Jasmin : poèmes dans la nuit coloniale (2001)
- Bleuette (2004)